# Popelná
Popelná (do roku 1951 německy Reckerberg, nářečně Likiperk) je osada, část obce Nicov v okrese Prachatice v Jihočeském kraji. Nachází se při říčce Losenici asi 3,5 kilometru jihozápadně od Nicova. Popelná leží v katastrálním území Studenec u Stach o výměře 3,37 km².

## Historie
První písemná zmínka o vesnici pochází z roku 1790.
V šedesátých a sedmdesátých letech dvacátého století zde ještě stály původní objekty, mezi nimi celodřevěný objekt katru na pohon mlýnským kolem. Jeden z objektů, ten první při příjezdu od Nicova, vlastnil národní podnik Elektropřístroj Písek a provozoval zde pionýrský tábor. Potok Losenice byl padesát metrů nad mostem přehrazen deskami, čímž vznikl bazén pro děti tábora. Následně byl vybetonován nový bazén ve stráni za prvním objektem.

## Obyvatelstvo
| Rok            | 1869 | 1880 | 1890 | 1900 | 1910 | 1921 | 1930 | 1950 | 1961 | 1970 | 1980 | 1991 | 2001 | 2011 | 2021 |
| -------------- | ---- | ---- | ---- | ---- | ---- | ---- | ---- | ---- | ---- | ---- | ---- | ---- | ---- | ---- | ---- |
| Počet obyvatel | 42   | 38   | 32   | 54   | 52   | 57   | 44   | 22   | 2    | 3    | 8    | 6    | 1    | 4    | 4    |
| Počet domů     | 4    | 4    | 3    | 5    | 6    | 6    | 7    | 4    | 4    | 1    | 1    | 5    | 6    | 4    | 2    |

## Obecní správa
Při sčítání lidu v letech 1850–1959 Popelná byla osadou obce Nicov, se kterým patřila nejprve do okresu Sušice, ale v roce 1950 v okrese Vimperk. V letech 1960–1992 byla částí obce Stachy v okrese Prachatice. Od 1. ledna 1993 je opět částí obce Nicov v okrese Prachatice.

## Pamětihodnosti

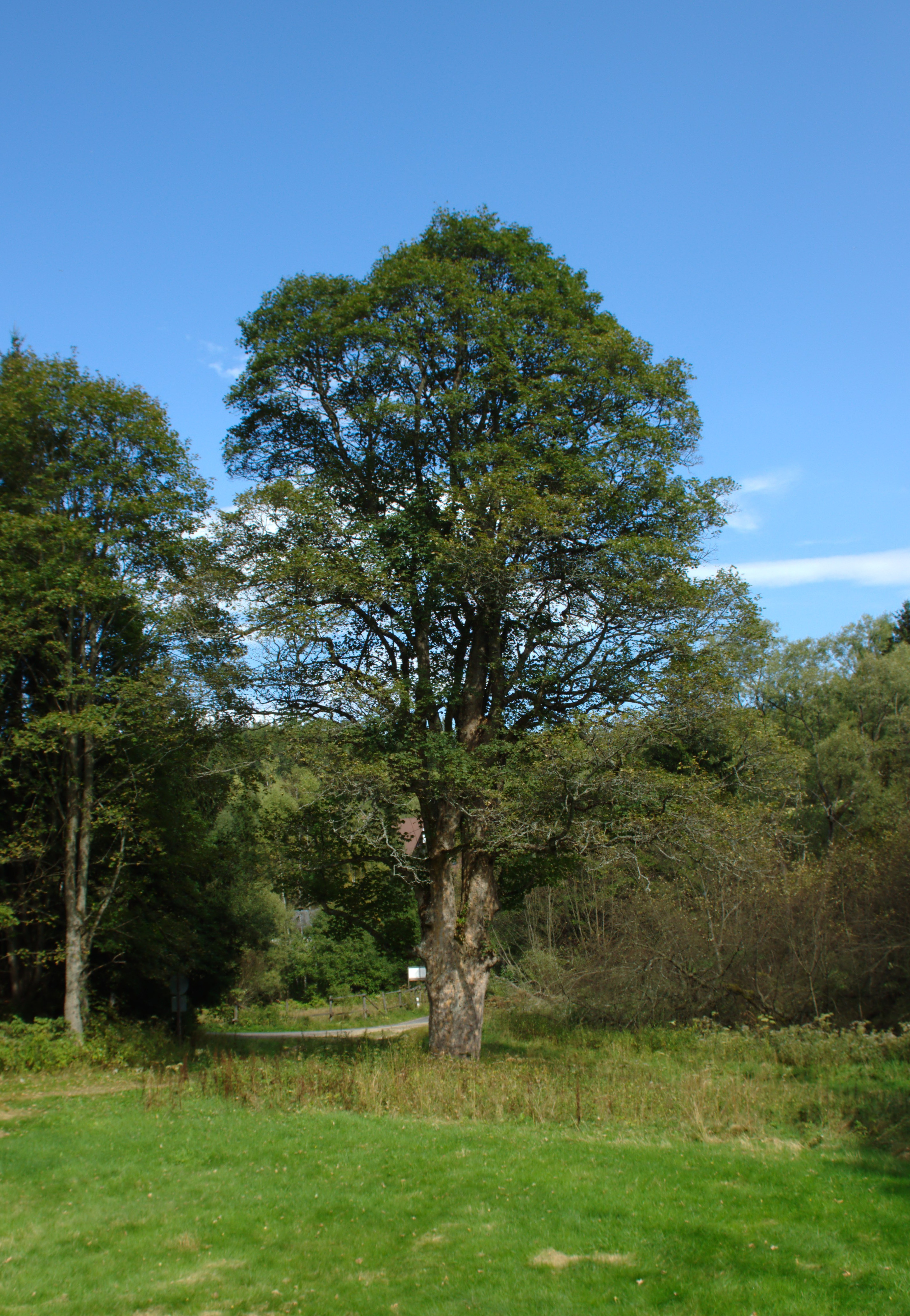
Klen u Popelné

- Obří hrad, halštatské hradiště (kulturní památka ČR) na kopci severozápadně od Popelné
- Přírodní památka Obří zámek, tamtéž
- Klen u Popelné, památný strom jižně od osady (již v katastru sousední obce Stachy; cca 49°5′55″ s. š., 13°36′2″ v. d.)